# Gleb Aleksandrovič Čebotarjov
Gleb Aleksandrovič Čebotarjov [gléb aleksándrovič čebotárjov] (rusko Гле́б Александро́вич Чеботарёв), ruski astronom, * 1. avgust 1913, Sankt Peterburg, Ruski imperij (sedaj Rusija), †4. avgust 1975, Leningrad, Sovjetska zveza.

## Življenje in delo
Čebotarjov je diplomiral leta 1937 na leningrajski državni univerzi. Nato je končal aspiranturo na Katedri za nebesno mehaniko pod Subbotinovim mentorstvom. Med letoma 1940 in 1942 je bil docent na Katedri za astronomijo in mehaniko Univerze v Tomsku. Od leta 1943 je delal na Inštitutu za teoretično astronomijo AN SSSR — med letoma 1964 in 1975 je bil predstojnik Inštituta. Med letoma 1951 in 1952 je bil pomočnik direktorja, in med 1952 in 1960 direktor Knjižnice AN SSSR. Od leta 1954 je bil profesor na leningrajski univerzi.
Raziskoval je na področju nebesne mehanike in teoretične astronomije. Razvijal je Poincaréjeve matematične metode, med letoma 1950 in 1951 je razdelal novo efektivno metodiko raziskovanja gibanja malih planetov, na katere osnovi je razvil analitično teorijo gibanja malih planetov skupin Hestija in Hilda, ki ga s klasičnimi metodami nebesne mehanike niso mogli zaobjeti. Leta 1953 je izvedel raziskave povezane s proučevanjem značilnosti gibanja malih teles Osončja. Obdelava njihovih računskih metod raziskovanja gibanja malih teles Osončja se je na široko začela uporabljati po celem svetu z uvedbo računalnikov. Leta 1957 je razdelal teorijo imenovano kozmični bumerang — tira obleta Lune z raketo in njeno vrnitvijo na Zemljo brez dodatnih potroškov goriva — takšno shemo so praktično udejanili leta 1959 v Sovjetski zvezi s samodejnim obletom medplanetarne sonde Luna 3.
Od leta 1952 je bil Čebotarjov član Mednarodne astronomske zveze in med letoma 1967 in 1970 predsednik njene tedanje Komisije 20 »Lege in gibanja malih planetov, kometov in satelitov«.
Pokopan je v grobišču Pulkovskega pokopališča.

## Priznanja

### Poimenovanja
Po njem se imenuje asteroid 1804 Čebotarjov (1804 Chebotarev) notranjega dela glavnega asteroidnega pasu, ki ga je odkrila Smirnova 6. aprila 1967 na Krimskem astrofizikalnem observatoriju v Naučnem.

## Izbrana dela

### Knjige
- Čebotarjov, Gleb Aleksandrovič (1965), Аналитические и численные методы небесной механики, Moskva: Nauka — angleški prevod Chebotarev, G. A. (1968), Analytical and Numerical Methods of Celestial Mechanics, Books and the Sky (prevod Marsden, Brian Geoffrey)
- Čebotarjov, Gleb Aleksandrovič; Kazimirchak-Polonskaya, E. I.; Marsden, Brian Geoffrey, ur. (1973), The Motion, Evolution of Orbits, and Origin of Comets, Books and the Sky